# Aïssa Laïdouni
Aïssa Bilal Laïdouni, más conocido como Aïssa Laïdouni, (Livry-Gargan, Francia, 13 de diciembre de 1996) es un futbolista tunecino que juega de centrocampista en el Al-Wakrah S. C. de la Liga de fútbol de Catar.

## Trayectoria
Laïdouni comenzó su carrera deportiva en el Angers SCO de la Ligue 1, debutando en dicha competición el 2 de abril de 2016, en un partido frente al ESTAC Troyes.
Durante su etapa en el Angers estuvo cedido en el Vendée Les Herbiers Football en la temporada 2016-17, y en el FC Chambly en la temporada 2017-18.
En 2018 dejó definitivamente el Angers para jugar en el FC Voluntari rumano.

### Ferencváros
En 2020 fichó por el Ferencváros TC de la Nemzeti Bajnokság I, con el que debutó en una fase de grupos de la Liga de Campeones de la UEFA el 20 de octubre de 2020, en la derrota del conjunto húngaro por 5-1 frente al F. C. Barcelona.

## Clubes
| Club                                  | País     | Año       |
| ------------------------------------- | -------- | --------- |
| Angers S. C. O. II                    | Francia  | 2014-2016 |
| Angers S. C. O.                       | Francia  | 2016-2018 |
| Vendée Les Herbiers Football (cedido) | Francia  | 2016-2017 |
| F. C. Chambly (cedido)                | Francia  | 2017-2018 |
| F. C. Voluntari                       | Rumania  | 2018-2020 |
| Ferencváros TC                        | Hungría  | 2020-2023 |
| F. C. Union Berlin                    | Alemania | 2023-2024 |
| Al-Wakrah S. C.                       | Catar    | 2024-     |

## Palmarés

### Títulos nacionales
| Título              | Club           | País    | Año  |
| ------------------- | -------------- | ------- | ---- |
| Nemzeti Bajnokság I | Ferencváros TC | Hungría | 2021 |
| Nemzeti Bajnokság I | Ferencváros TC | Hungría | 2022 |
| Copa de Hungría     | Ferencváros TC | Hungría | 2022 |